# Michelle Cameron
Michelle A. Cameron, po mężu Coulter (ur. 28 grudnia 1962 w Calgary) – kanadyjska pływaczka synchroniczna, zdobywczyni złotego medalu w duetach Igrzysk Olimpijskich w Seulu.
Zdobyła złoty medal na tych igrzyskach w duecie z Carolyn Waldo. Startowała również w konkurencji solo, ale nie zakwalifikowała się do finału.